# Тревор Сміт (хокеїст на траві)
Тревор Сміт (англ. Trevor Smith, 15 квітня 1949) — австралійський хокеїст на траві.
Срібний призер Олімпійських Ігор 1976 року, учасник 1984 року.